# 동북이란어군
동북이란어군은 이란어군의 한 어군이다.

## 분류
- 아베스타어 (사멸)
  - 박트리아어
- 크와레즘어
- 스키타이어 (사멸)
  - 소그드어(소그디아어, 소그디아나어)
  - 야그놉어
  - 동부 스키타이어
    - 호탄어
    - 툼슈크어

  - 서부 스키타이어
    - 오세트어